# 1943

## Събития
- януари – Завършено е строителството на Пентагона в САЩ.
- 4 юли – Втората световна война: В Гибралтар бомбардировач „Либърейтър II“ на Кралски ВВС се разбива в морето миг след излитане и убива 16 пътници на борда, включително генерал Владислав Шикорски, главнокомандващ на полската армия и министър-председател на полското правителство в изгнание; само пилотът оцелява.
- Нарисувана е „Геополитически младенец, наблюдава раждането на новия човек“ – Салвадор Дали.
- Американски войски стигат остров Сицилия и части от южна Италия.

## Родени
- Али Хасан Саламех, палестински терорист († 1979 г.)
- Борис Стоянов, български футболист
- Николай Бакърджиев, български футболист
- Трайко Дурчовски, поет и художник от Република Македония
- Фуад Синиора, ливански политик
- Ягнула Куновска, политик от Република Македония
- 8 януари – Садако Сасаки, японско дете († 1955 г.)
- 10 януари – Джо Масино, мафиот от САЩ
- 17 януари – Рене Превал, хаитянски и политик
- 22 януари – Вилхелм Генацино, немски писател
- 24 януари
  - Георги Чапкънов, български художник и педагог
  - Михаил Рошиану, румънски дипломат
- 28 януари – Кирил Ценевски, режисьор от Република Македония
- 6 февруари – Иван Гарелов, български журналист и телевизионен водещ († 2024 г.)
- 9 февруари – Джоузеф Стиглиц, американски икономист, лауреат на Нобелова награда за икономика през 2001 г.
- 14 февруари – Янко Миладинов, български композитор и диригент
- 17 февруари – Марин Янев, български актьор
- 19 февруари – Иван Димов, български художник
- 23 февруари – Вера Ганчева, българска преводачка († 2020 г.)
- 24 февруари – Христо Проданов, български алпинист († 1984 г.)
- 25 февруари – Джордж Харисън, британски музикант († 2001 г.)
- 28 февруари – Ханс Дейкстал, нидерландски политик († 2010 г.)
- 1 март – Георги Китов, български археолог († 2008 г.)
- 2 март – Питър Строб, американски писател († 2022 г.)
- 4 март – Лучио Дала, италиански поппевец, музикант и композитор († 2012 г.)
- 6 март – Александър Бръзицов, български композитор († 2016 г.)
- 8 март
  - Лин Редгрейв, британска актриса († 2010 г.)
  - Валерио Масимо Манфреди, италиански писател
- 9 март
  - Боби Фишер, американски шахматист и световен шампион по шахмат (1972 – 75) († 2008 г.)
  - Енчо Мутафов, български литературен и художествен критик († 2009 г.)
- 12 март – Ратко Младич, сръбски военнослужещ
- 13 март – Георги Бейков, български певец и музикант († 2002 г.)
- 15 март
  - Дейвид Кронънбърг, канадски режисьор и сценарист
  - Бодо Хел, австрийски писател
  - Георги Сапинев, български футболист
- 22 март – Любен Спасов, български шахматист
- 26 март – Лела Ломбарди, италианска автомобилна състезателка
- 29 март
  - Вангелис, гръцки композитор († 2022 г.)
  - Ерик Айдъл, британски актьор
- 31 март – Кристофър Уокън, американски актьор
- 9 април – Георги Минчев, български певец († 2001 г.)
- 10 април – Мустафа Чаушев, български поп и попфолк певец
- 14 април – Цветан Тотомиров, български армейски офицер, бивш началник на Генералния щаб на Българската армия
- 18 април – Георги Спасов, български писател († 2001 г.)
- 19 април – Лоренсо Санс, испански бизнесмен
- 20 април
  - Венцеслав Николов, българска виолончелист, диригент и педагог
  - Джон Елиът Гардинър, английски диригент
- 24 април – Дейвид Морел, американски писател
- 29 април – Ненад Джамбазов, писател от Република Македония
- 3 май – Теофан Сокеров, български художник († 2020 г.)
- 4 май
  - Георги Аспарухов, български футболист († 1971 г.)
  - Артин Потурлян, български композитор
- 5 май – Майкъл Палин, британски актьор
- 8 май – Пол Самюъл-Смит, британски музикант
- 11 май – Ян Енглерт, полски актьор
- 15 май – Георги Бакалов, български историк († 2012 г.)
- 21 май – Кирил Топалов, български учен, писател, преводач и дипломат
- 22 май – Бети Уилямс, ирландска активистка
- 1 юни – Орфи, български илюзионист
- 9 юни – Джо Холдеман, американски писател
- 10 юни – Петер Курцек, немски писател († 2013 г.)
- 11 юни – Младен Киселов, български театрален режисьор († 2012 г.)
- 13 юни – Малкълм Макдауъл, английски актьор
- 14 юни – Радослав Спасов, български оператор и режисьор († 2024 г.)
- 15 юни – Джони Холидей, френски певец и актьор
- 30 юни – Бисер Михайлов, български футболист
- 8 юли – Гуидо Марцули, италиански художник
- 15 юли
  - Дорис Рунге, немска поетеса
  - Любен Тасев, български футболист
- 22 юли
  - Масару Емото, японски писател († 2014 г.)
  - Кауко Ямсен, финландски дипломат
- 28 юли – Ричард Райт, британски музикант († 2008 г.)
- 2 август – Макс Райт, американски актьор († 2019 г.)
- 7 август – Николай Майсторов, български художник
- 14 август – Волф Вондрачек, немски поет и белетрист
- 17 август – Робърт де Ниро, американски актьор
- 18 август – Джани Ривера, италиански футболист
- 27 август – Петер Хениш, австрийски писател
- 4 септември – Боян Иванов, български поп певец († 2012 г.)
- 6 септември – Роджър Уотърс, британски музикант
- 10 септември – Йорданка Христова, българска поп певица
- 17 септември – Васил Митков, български футболист
- 21 септември – Клаус Кордон, немски писател
- 23 септември – Тануджа, индийска актриса
- 24 септември – Антонио Табуки, италиански писател († 2012 г.)
- 29 септември
  - Волфганг Оверат, немски футболист и функционер
  - Лех Валенса, полски политик, лауреат на Нобелова награда за мир през 1983 г.
- 30 септември
  - Георги Дюлгеров, български режисьор
  - Григор Копров, македонски поп композитор
- 5 октомври – Иван Давидов, български футболист
- 7 октомври
  - Петър Чернев, български поп певец († 1992 г.)
  - Симеон Венков, български музикант
- 8 октомври – Георги Танев, български политик
- 12 октомври – Якоб Кун, швейцарски футболист и треньор
- 13 октомври – Андрей Андреев, български лекар
- 17 октомври – Любомир Клисуров, подводен фотограф
- 22 октомври – Катрин Деньов, френска актриса
- 28 октомври – Жуау Агиар, португалски писател († 2010 г.)
- 7 ноември
  - Майкъл Спенс, американски икономист, лауреат на Нобелова награда за икономика през 2001 г.
  - Борис Громов, руски офицер и политик
- 8 ноември – Илия Божилов, български актьор
- 12 ноември
  - Бьорн Валдегорд, шведски автомобилен състезател († 2014 г.)
  - Рашо Рашев, български историк († 2008 г.)
- 21 ноември – Жак-Анри Лафит, френски пилот от Формула 1
- 28 ноември – Аврам Шарон, изрелски дипломат
- 30 ноември – Терънс Малик, американски режисьор
- 8 декември – Самуил Сеферов, български художник
- 9 декември – Михаел Крюгер, немски писател
- 19 декември – Сам Кели, британски актьор († 2014 г.)
- 20 декември – Георги Константинов, български писател
- 22 декември
  - Дьорд Петри, унгарски поет († 2000 г.)
  - Пол Улфовиц, американски политически съветник, бивш заместник-министър на отбраната на САЩ (2001 – 2005) и президент на Световната банка (2005 – 2007)
- 23 декември – Людмила Улицка, руска писателка
- 24 декември
  - Годехард Шрам, немски писател
  - Таря Халонен, финландски президент
- 29 декември – Стефан Мавродиев, български актьор и режисьор
- 31 декември – Бен Кингсли, британски актьор

## Починали
- Кирил Вазов,
- 4 януари – Мирче Ацев, македонски партизанин (p. 1915)
- 4 януари – Страшо Пинджур, македонски партизанин (p. 1915)
- 7 януари – Станимир Станимиров, български просветен деец
- 14 януари – Ерик Найт, британски писател
- 4 февруари – Сенджуро Хаяши, Министър-председател на Япония
- 13 февруари – Христо Николов Луков, български военен деец и политик (p. 1888)
- 14 февруари – Давид Хилберт, немски математик
- 23 февруари – Александър Матросов, съветски военнослужещ
- 5 март – Сирак Скитник, български писател (p. 1883)
- 12 март – Густав Вигеланд, норвежки скулптор
- 16 март – Жорж Жиро, френски математик
- 24 март – Димитър Драгиев, български политик (p. 1869)
- 28 март – Сергей Рахманинов, руски композитор
- 31 март – Павел Милюков, руски политик (p. 1859)
- 8 април – Хари Бор, френски киноактьор (p. 1880)
- 25 април – Владимир Немирович-Данченко, руски режисьор
- 28 април – Тодор Влайков, български писател, общественик и политик (p. 1865)
- 2 май – Петър Мутафчиев, български историк
- 14 май – Анри Лафонтен, белгийски политик
- 20 май – Христо Кърпачев, български поет (p. 1911)
- 23 май – Емануил Попдимитров, български поет и писател (p. 1885)
- 13 юни – Кочо Рацин, македонски поет (p. 1908)
- 19 юни – Георги Кандиларов, български просветен деец
- 22 юли – Стефан Данаджиев, български лекар
- 16 август – Иван Пожарлиев, български военен
- 18 август – Валтер Тил, германски учен и конструктор
- 21 август
  - Абрахам Мерит, американски писател (p. 1884)
  - Хенрик Понтопидан, датски поет и драматург
- 28 август – Борис III, цар на България (1918 – 1943) (p. 1894)
- 6 септември – Реджиналд Маккена, британски политик (p. 1863)
- 18 септември – Величко Велянов, български революционер
- 23 септември – Александър Вутимски, български поет (p. 1919)
- 19 октомври – Камий Клодел, френска скулпторка
- 27 октомври – Сейго Накано, японски политик и журналист (* 1888)
- 24 ноември – Дорис Милър, американски флотски готвач
- 27 ноември – Андрей Блъсков, български военен деец
- 30 ноември – Тодор Ангелов, български терорист
- 9 декември – Никола Парапунов, комунистически партизанин
- 14 декември – Джон Келог, американски лекар
- 20 декември – Димитър Списаревски, български летец (p. 1916)

## Нобелови награди
- Физика – Ото Щерн
- Химия – Георг фон Хевеши
- Физиология или медицина – Хенрик Дам, Едуард Дойзи
- Литература – наградата не се присъжда
- Мир – наградата не се присъжда

Вижте също:
- календара за тази година